# Vivian Pickles

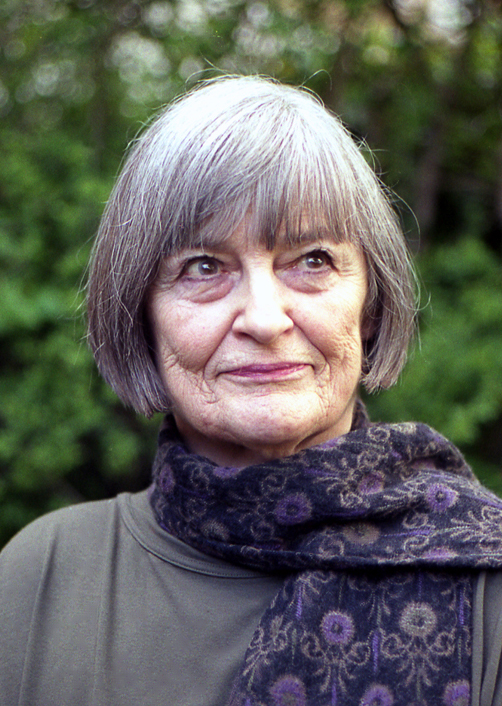
Vivian Pickles (2008)

Vivian Pickles (* 21. Oktober 1931 in London, England) ist eine britische Schauspielerin.

## Leben und Karriere
Vivian Pickles machte bereits im Alter von 15 Jahren ihr Filmdebüt im heute vergessenen Kinofilm Jean's Plan (1946), wo sie die Titelrolle der Jean Fairfax übernahm. In den folgenden Jahren spielte sie in einigen Fernsehfilmen, darunter die Titelrolle in Alice im Wunderland sowie Catharine Linton in Sturmhöhe. Zugleich sammelte sie erste Erfahrungen als Theaterschauspielerin am Londoner West End, unter anderem an der Seite von Roger Moore, Charles Hawtrey und Bill Travers. Nach einer Schauspielausbildung schaffte Pickles den Sprung ins Erwachsenenfach. In den 1950er- und 1960er-Jahren übernahm sie zahlreiche wichtige Rollen beim britischen Theater. Auch wegen ihrer Tanzausbildung konnte sie 1966 die Ballettlegende Isadora Duncan in einem Film der BBC verkörpern, wofür sie exzellente Kritiken erhielt. 1967 spielte sie auch die Rolle der Mrs. Bennett in einer Fernsehversion von Stolz und Vorurteil.
Einem breiten Kinopublikum wurde Vivian Pickles durch den Filmklassiker Harold und Maude (1971) bekannt, in dem sie als oberflächliche und auf gesellschaftliche Etikette versessene Mutter der Hauptfigur Harold auftrat. Es war ihr einziger amerikanischer Film, über ihre Arbeit an dem Film schrieb sie 2012 in einem Essay für die Criterion Collection sehr freundlich. Ansonsten trat Pickles in nur wenigen Kinofilmen auf, darunter als fünffache Mutter und linke Intellektuelle in John Schlesingers Drama Sunday, Bloody Sunday (1971) sowie als Nebendarstellerin in Lindsay Andersons essayistischen Filmen Der Erfolgreiche (1973) und Britannia Hospital (1982). Ihren bisher letzten Auftritt vor der Kamera hatte sie 1999 in einer Episode von Inspector Barnaby. Sie blieb bis ins neue Jahrtausend als Theaterschauspielerin tätig.
Von 1964 bis zu seinem Tod war Vivian Pickles mit dem neuseeländischen Schauspieler Gordon Gostelow (1925–2007) verheiratet. Ihr Sohn ist der Schauspieler Harry Gostelow (* 1964).

## Filmografie (Auswahl)
- 1946: Jean’s Plan
- 1946: Alice (Fernsehfilm)
- 1948: Wuthering Heights (Fernsehfilm)
- 1960/1961: Emergency-Ward 10 (Fernsehserie, 4 Folgen)
- 1961: Harpers West One (Fernsehserie, 13 Folgen)
- 1964: Mit Schirm, Charme und Melone (Fernsehserie, Folge The Charmers)
- 1966: Isadora Duncan, the Biggest Dancer in the World (Fernsehfilm)
- 1967: Pride and Prejudice (Fernsehserie, 6 Folgen)
- 1968: Ein dreckiger Haufen (Play Dirty)
- 1969: Jackanory (Fernsehserie, 5 Folgen)
- 1969: Krieg im Spiegel (The Looking Glass War)
- 1970: Hello – Goodbye
- 1971: Harold und Maude (Harold and Maude)
- 1971: Sunday, Bloody Sunday
- 1971: Nikolaus und Alexandra (Nicholas and Alexandra)
- 1971: Elizabeth R (Mary Queen of Scots, Miniserie)
- 1973: Der Erfolgreiche (O Lucky Man!)
- 1977: Abenteuer auf Schloß Candleshoe (Candleshoe)
- 1979: Rebecca (Fernseh-Miniserie, 2 Folgen)
- 1980: Love in a Cold Climate (Fernsehserie, 6 Folgen)
- 1982: Britannia Hospital
- 1983: Jamaica Inn (Fernsehfilm)
- 1983: A Pattern of Roses (Fernsehfilm)
- 1988: Jim Bergerac ermittelt (Fernsehserie, Folge Burnt)
- 1990–1992: Uncle Jack (Fernsehserie, 11 Folgen)
- 1991: Jeeves and Wooster – Herr und Meister (Jeeves and Wooster, Fernsehserie, Folge The Silver Jug)
- 1999: Inspector Barnaby (Midsomer Murders, Fernsehserie, Folge Death’s Shadow)